# 中山路街道 (青岛市)
中山路街道是中华人民共和国山东省青岛市市南区下辖的一个街道，位于市南区的中西部。

## 行政区划
中山路街道下辖观海山社区、泰安路社区、中山路社区、太平路社区。